# هیلزبورو (جورجیا)
هیلزبورو (به انگلیسی: Hillsboro) یک منطقهٔ مسکونی در ایالات متحده آمریکا است که در جورجیا واقع شده‌است. هیلزبورو ۱۹۶٫۹ متر بالاتر از سطح دریا واقع شده‌است.